# Distretto di Thanyaburi
Il distretto di Thanyaburi (in thailandese: ธัญบุรี) è un distretto (amphoe) della Thailandia situato nella provincia di Pathum Thani.